# Compoziția sculpturală „Luptătorilor pentru Puterea Sovietică”
Compoziția sculpturală „Luptătorilor pentru Puterea Sovietică”⁠ este un monument de for public din orașul Chișinău. Este compusă dintr-o sculptură situată pe un postament înalt, la baza căruia sunt executate pe părțile laterale câteva reliefuri. Este amplasată în scuarul din fața fostului cinematograf Gaudeamus, la adresa stradală str. Vasile Alecsandri, 4. Conform Registrului, datează din 1966.
Până în 2018, compoziția era clasificată drept monument de artă de însemnătate națională în cadrul Registrului monumentelor ocrotite de stat din Republica Moldova. Registrul monumentelor de for public, în care se află acum, a fost creat în același an.
În aprilie 2023, inscipția «БОРЦАМ ЗА ВЛАСТЬ СОВЕТОВ» (din rusă „LUPTĂTORILOR PENTRU PUTEREA SOVIETICĂ”) a fost deteriorată parțial, prin desprinderea câtorva plăci de pe postament.